# اوله لانر
اوله لانر (انگلیسی: Olle Lanner; ۳۰ دسامبر ۱۸۸۴ – ۲۶ ژوئیهٔ ۱۹۲۶) ژیمناست هنری اهل سوئد بود.